# ريدوالد (ملك أنجليا الشرقية)
ريدوالد هو أحد ملوك مملكة أنجليا الشرقية (تحوى مدن إنجليزية عدة مثل نورفولك وسوفولك) خلال القرن السابع (مابين 599 إلى 624 ميلادية). المعلومات عنه قليلة للغاية و يرجع هذا غالبا بسبب غزوات الفايكنج في القرن التاسع و تدميرها لمعظم الاديرة التي احتوت على معظم الوثائق الشاهدة على تلك الحقبة.